# 비비역
비비역(일본어: 美々駅)은 일본 홋카이도 지토세시에 위치한 홋카이도 여객철도 지토세 선의 철도역이었다.
역 번호는 H15이며, 단선 · 섬식의 형태를 합친 2면 3선 구조의 복합 승강장을 갖춘 지상역이었다.

## 타는 곳
| 1 | ■ 지토세 선 | 상행        | 도마코마이 방면(2017년 3월 4일 폐지됨)                                       |
| 2 | ■ 지토세 선 | 상행 대피선 | 상행 대피선                                                                  |
| 3 | ■ 지토세 선 | 하행        | 미나미치토세 · 지토세 · 삿포로 · 데이네 · 오타루 방면(2017년 3월 4일 폐지됨) |

## 역 주변
- 국도 제36호선
- 지토세 시 환경 센터

## 역사
- 1926년 8월 21일 : 홋카이도 철도 삿포로 선의 역으로서 개업. 여객 · 하물을 취급.
- 1943년 8월 1일 : 전시 매수에 의해 홋카이도 철도가 국유화. 일본국유철도 지토세 선의 역이 되었다.
- 1968년
  - 8월 23일 : 우에나에 방면 복선화 공용 개시.
  - 11월 25일 : 지토세 방면 복선화 공용 개시.
- 1974년 10월 1일 : 소화물 취급 폐지.
- 1980년 3월 말 : 과선교 설치.
- 1981년 10월 이전 : 역사 개축.
- 1984년 3월 31일 : 무인화.
- 1987년 4월 1일 : 일본국유철도 분할 민영화에 의해, 홋카이도 여객철도가 승계.
- 2008년 10월 25일 : IC카드 Kitaca 사용 개시.
- 2017년 3월 4일: 역 업무를 폐지.

## 인접 역
| 홋카이도 여객철도 지토세 선   | 홋카이도 여객철도 지토세 선 | 홋카이도 여객철도 지토세 선   |
| ----------------------------- | --------------------------- | ----------------------------- |
| H 16 우에나에 도마코마이 방면 | ■ 지토세 선                 | 미나미치토세 H 14 삿포로 방면 |